# Монтаза (Шарм-эш-Шейх)
Монтаза (араб. ﺍﻠﻤﻨﻄﺰء‎, Montazah) — населённый пункт в Арабской Республике Египет.
Населённый пункт расположен на юге Синайского полуострова, юго-восточнее международного аэропорта Шарм-эш-Шейх, западнее мыса Рас-Нусрани (Ras Nasrani, Христианский мыс), на побережье Рас-Боб (Ras Bob). Восточнее Монтазы находится отель La Vita Resort & Spa, а восточнее расположены отели Tiran Island, Melia Sharm Hotel, Melia Sinai.
Населённый пункт застроен виллами. Большинство недостроено, стройки в основном заброшены.

## Побережье Рас Боб
Побережье Рас-Боб (Ras Bob) получило своё название недавно благодаря нескольким инструкторам по дайвингу, которые решили назвать побережье к юго-западу от мыса Рас-Нусрани в память оператора подводной съемки Боба Джонсона, который посвятил годы работы этому месту. Раньше это место считалось составной частью побережья Рас-Нусрани, и новое название до сих пор отсутствует на многих картах.